# Eleutherodactylinae
Eleutherodactylinae – podrodzina płazów bezogonowych z rodziny Eleutherodactylidae.

## Zasięg występowania
Podrodzina obejmuje gatunki występujące w Ameryce Środkowej i Południowej.

## Podział systematyczny
Do podrodziny należą następujące rodzaje:
- Diasporus Hedges, Duellman & Heinicke, 2008
- Eleutherodactylus A.M.C. Duméril & Bibron, 1841